# Holden HZ
Holden HZ — полноразмерный автомобиль, выпускавшийся с октября 1977 по апрель 1980 года австралийской компанией Holden в различных комплектациях и типах кузова. Также разрабатывался в Новой Зеландии.

## Описание
Holden HZ, в отличие от серии HX, получил незначительные обновления экстерьера. Во все модели была встроена «радиально настроенная подвеска» (англ. «Radial Tuned Suspension»; сокр. RTS). В подвеску Holden HZ были внесены существенные изменения: значительно была улучшена утончённость управления. Журнал Modern Motor описал HZ как «отлично управляемый, избалованный автомобилем» (англ. «a great handler spoiled by the car») в сравнении с BMW 528i, контрастирующим как «отличный автомобиль, испорченный управлением» (англ. «a great car spoiled by the handling»).  Базовая модель — Kingswood SL в кузовах седан и универсал. В 1978 году автомобили Holden HZ были модернизированы, чтобы соответствовать улучшениям в модельном ряду Ford Falcon, но срок службы автомобилей Holden W, казалось, должен был закончиться после выпуска Holden WB Commodore в ноябре 1978 года. После 1980 года автомобили Holden W были сняты с производства и заменены уменьшенным Commodore. Всего было выпущено 154155 автомобилей Holden HZ.

## Модельный ряд

### Седаны и универсалы
- Holden Kingswood Sedan
- Holden Kingswood Wagon
- Holden Kingswood SL Sedan
- Holden Kingswood SL Wagon
- Holden Premier Sedan
- Holden Premier Wagon
- Holden GTS

### Фургоны
- Holden Ute
- Holden Kingswood Ute
- Holden Van
- Holden Kingswood Van
- Holden One Tonner (шасси)

### Автомобили специального назначения
- Holden Sandman Ute (XX7) и Holden Sandman Van (XU3)
- Ambulance (BO6)

## Галерея

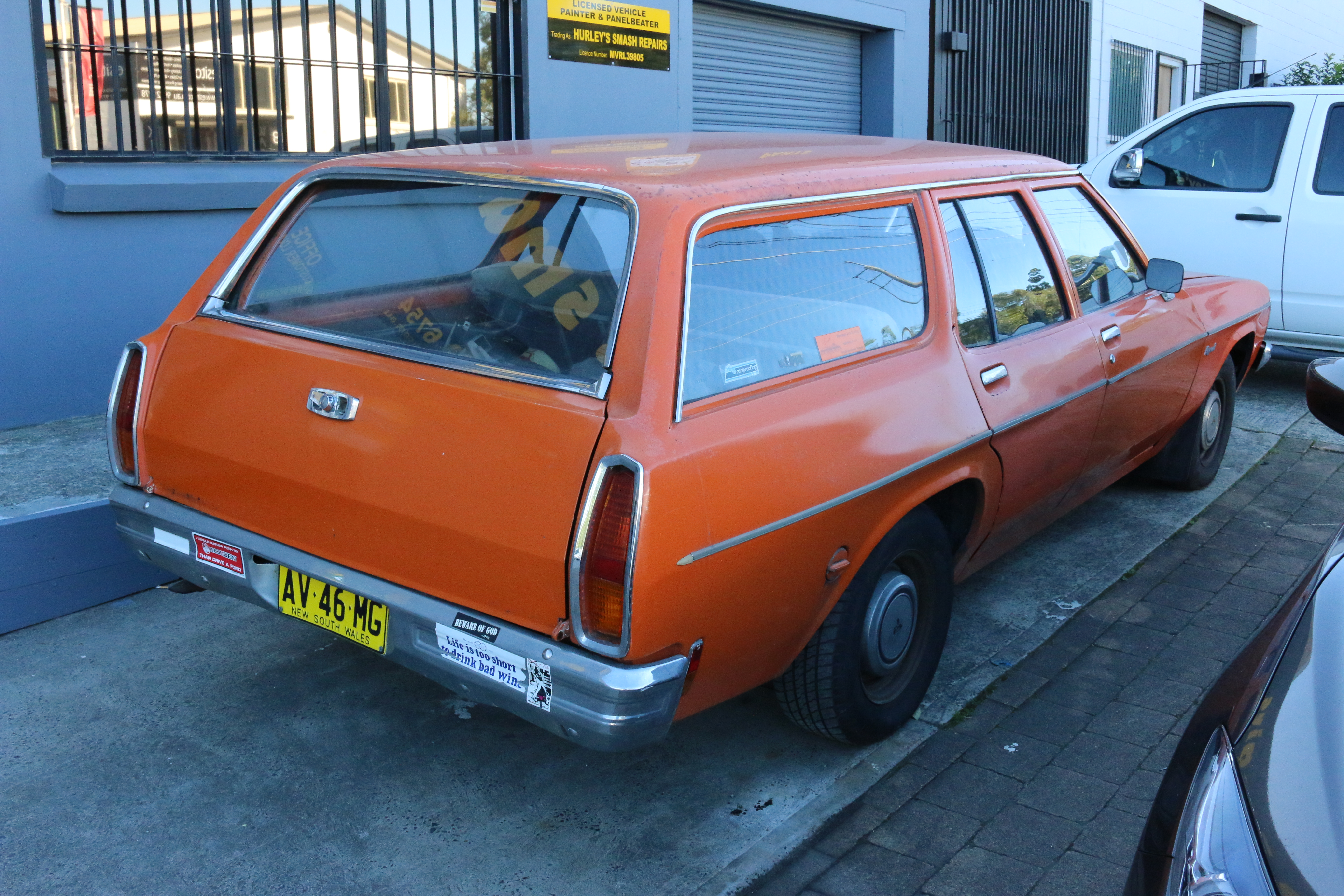
Holden Kingswood (универсал)
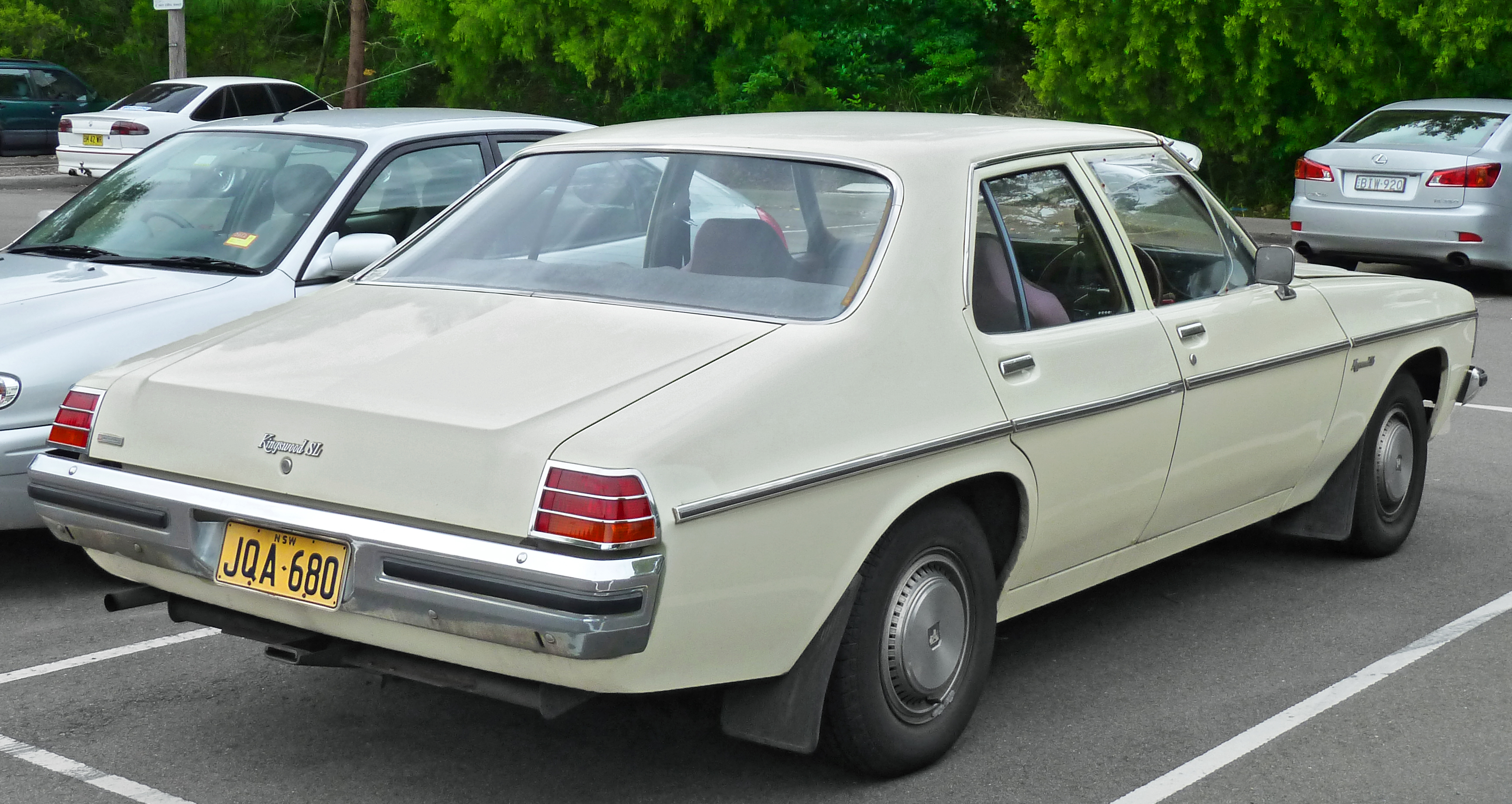
Holden Kingswood SL (седан)
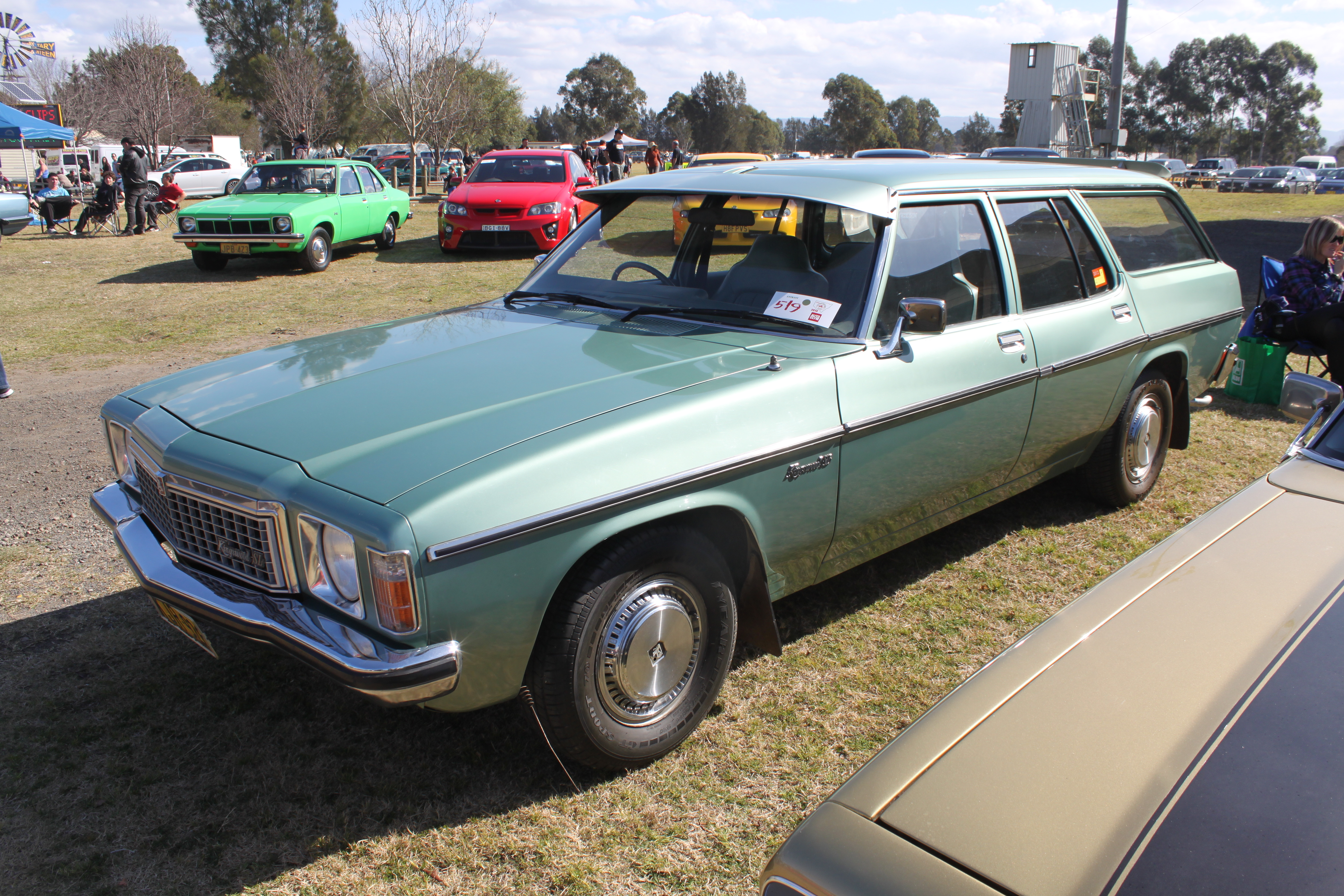
Holden Kingswood SL (универсал)
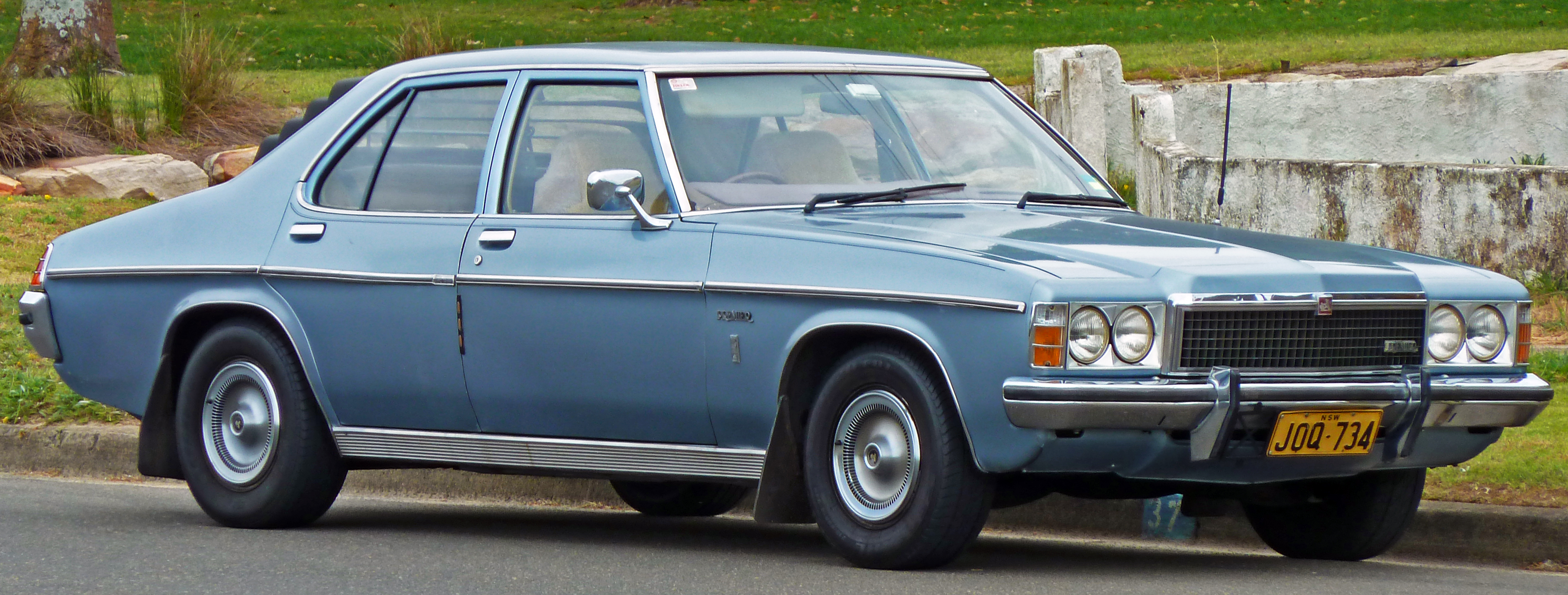
Holden Premier (седан)
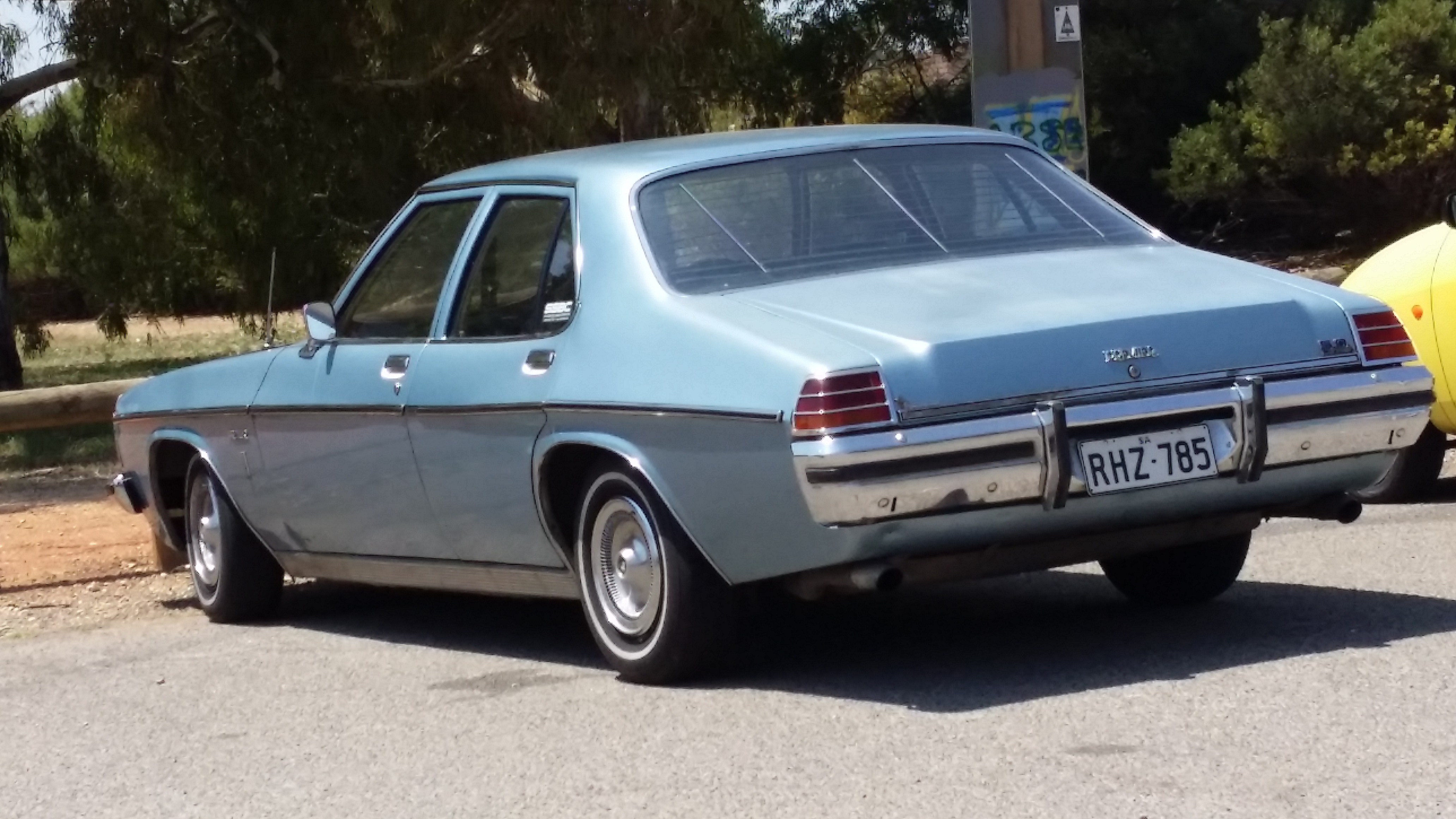
Holden Premier (седан)
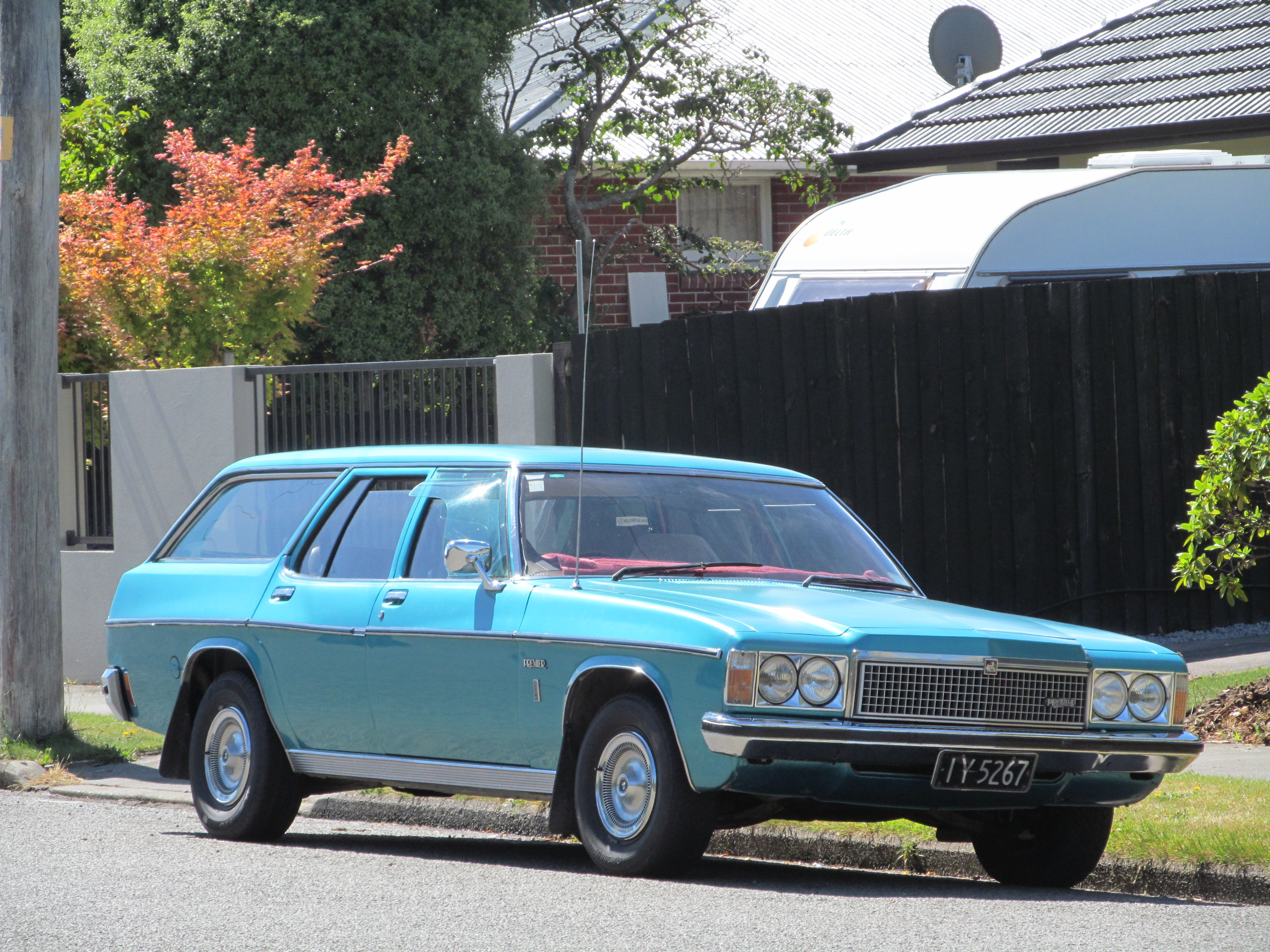
Holden Premier (универсал)
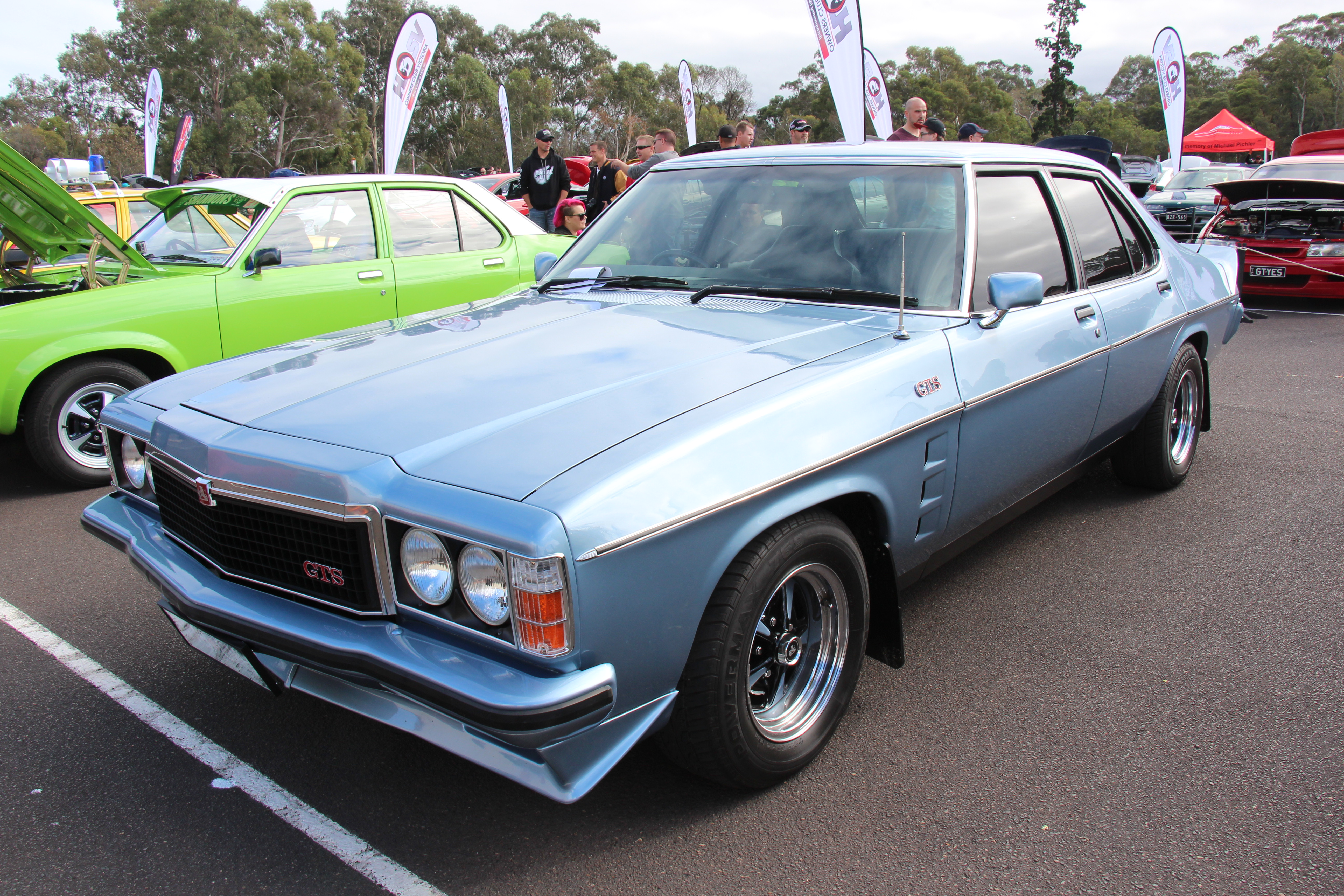
Holden GTS (седан)
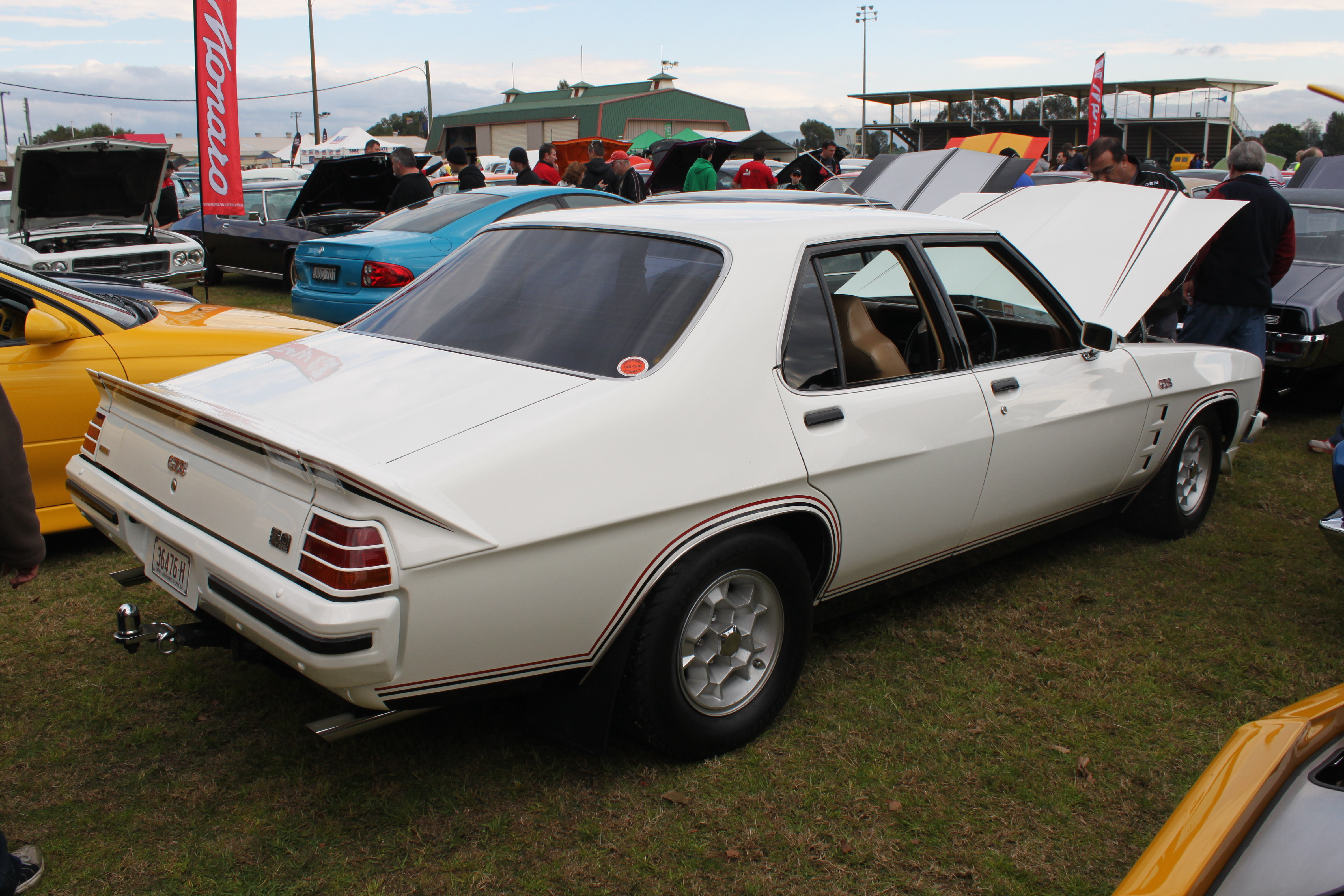
Holden GTS (с опциональными литыми колёсными дисками)
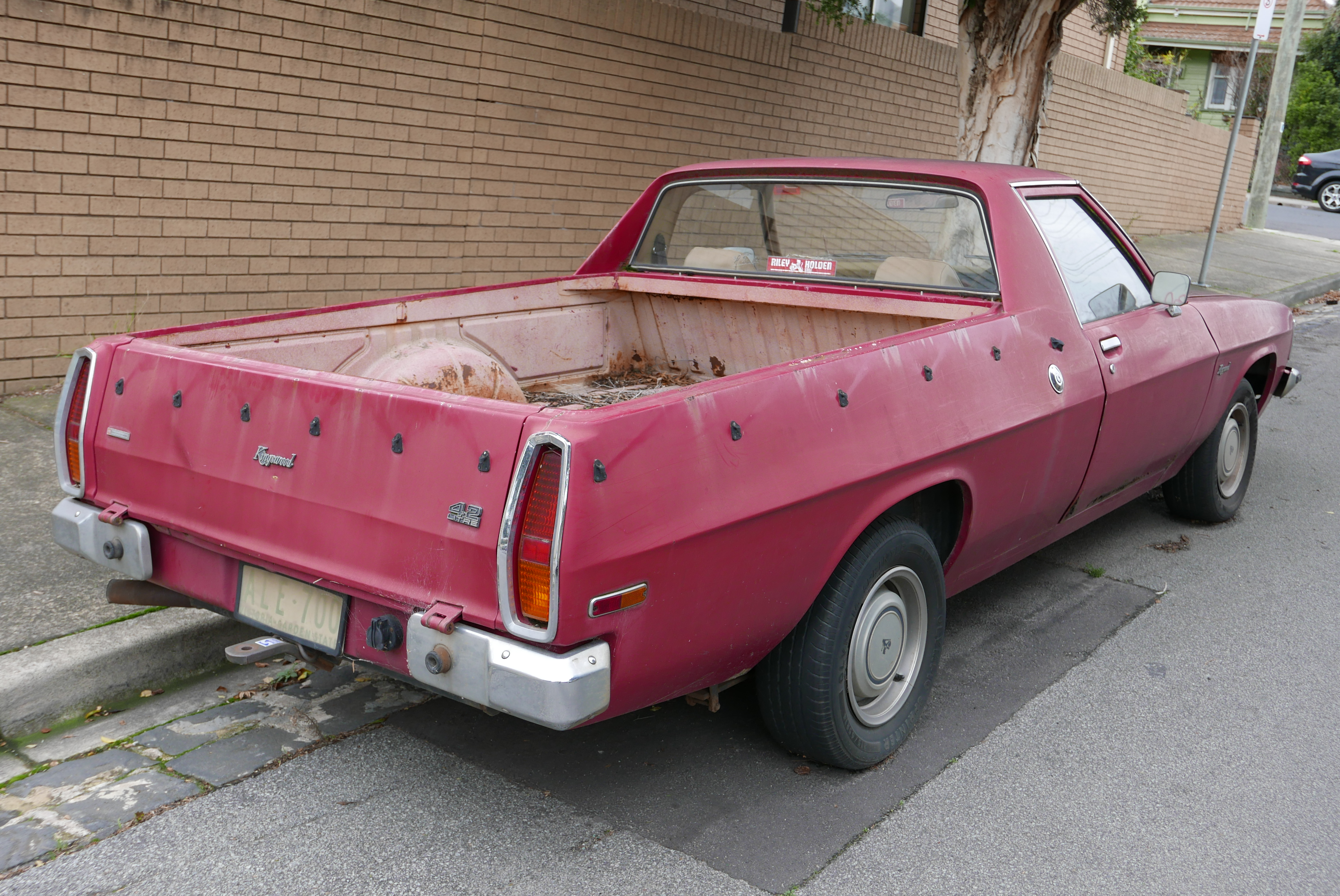
Holden Kingswood Ute
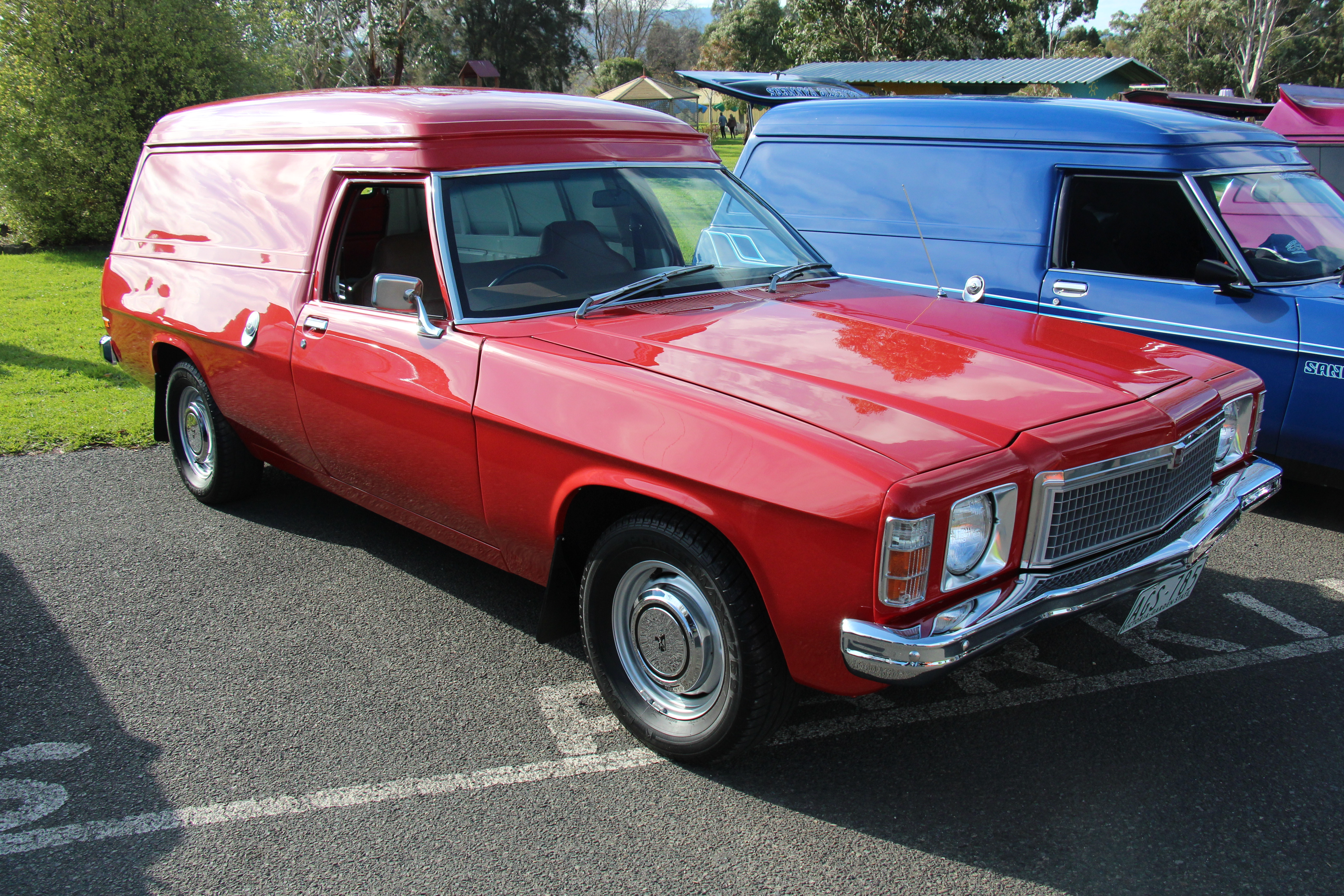
Holden Van
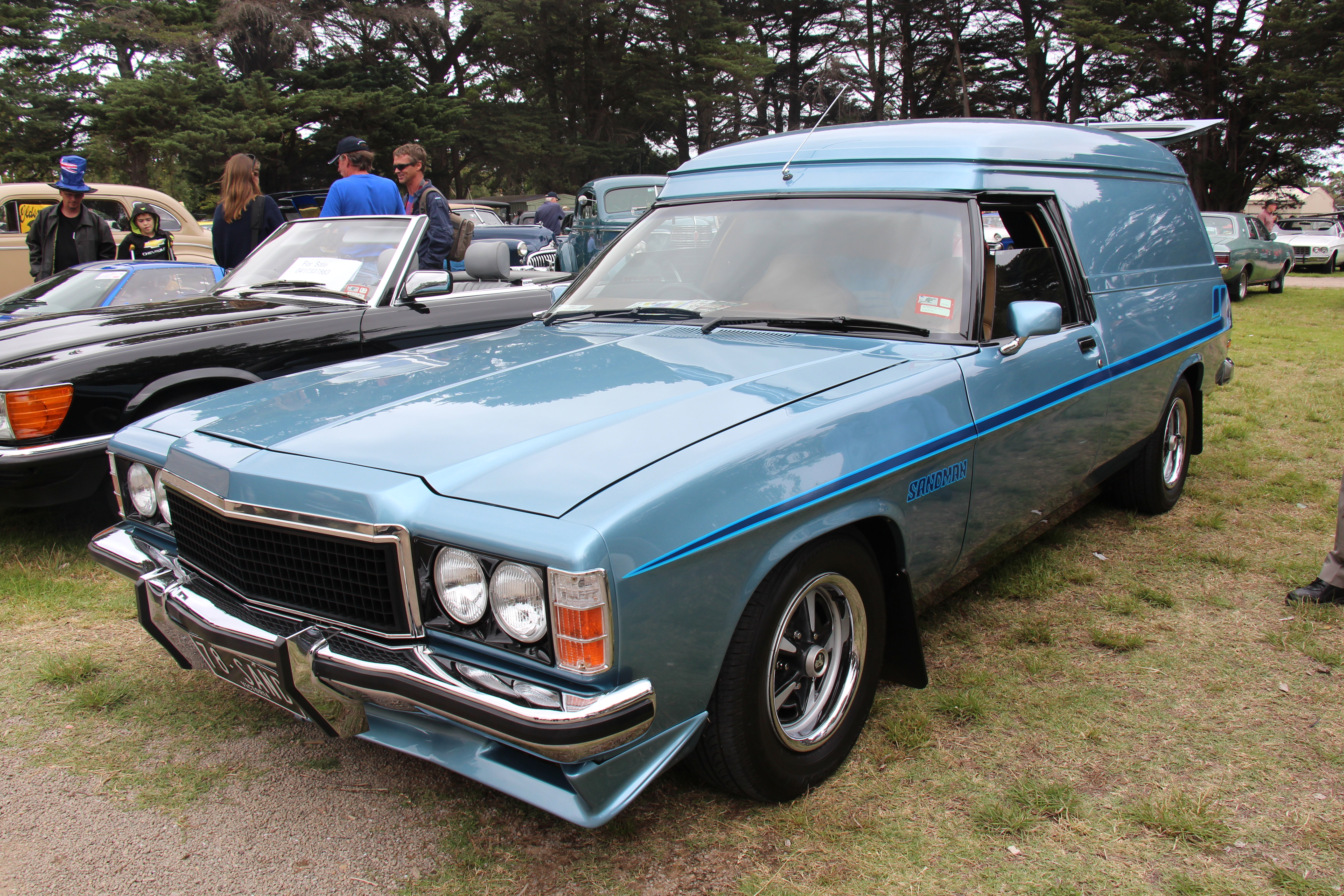
Holden Van с опцией Sandman
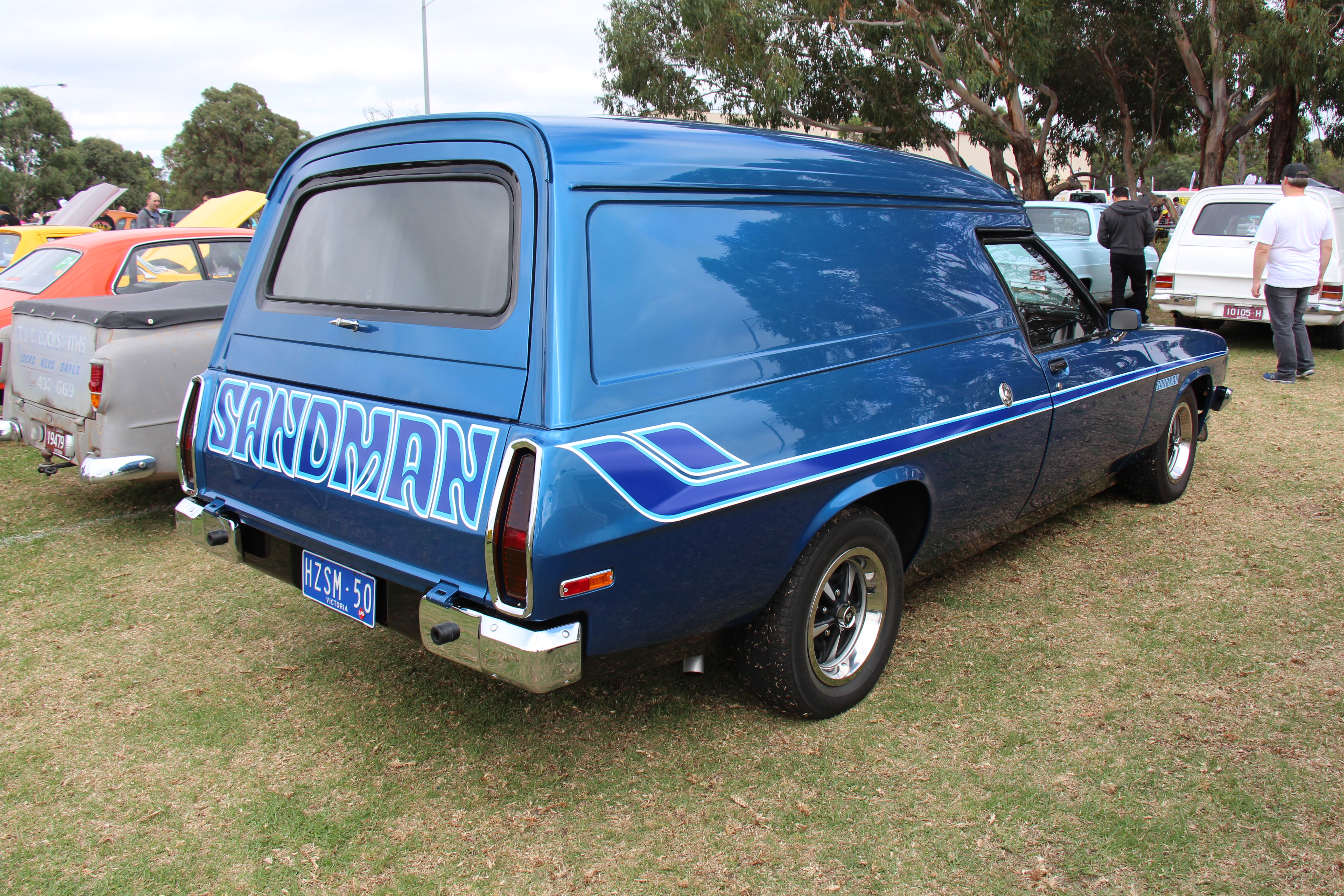
Holden Van с опцией Sandman
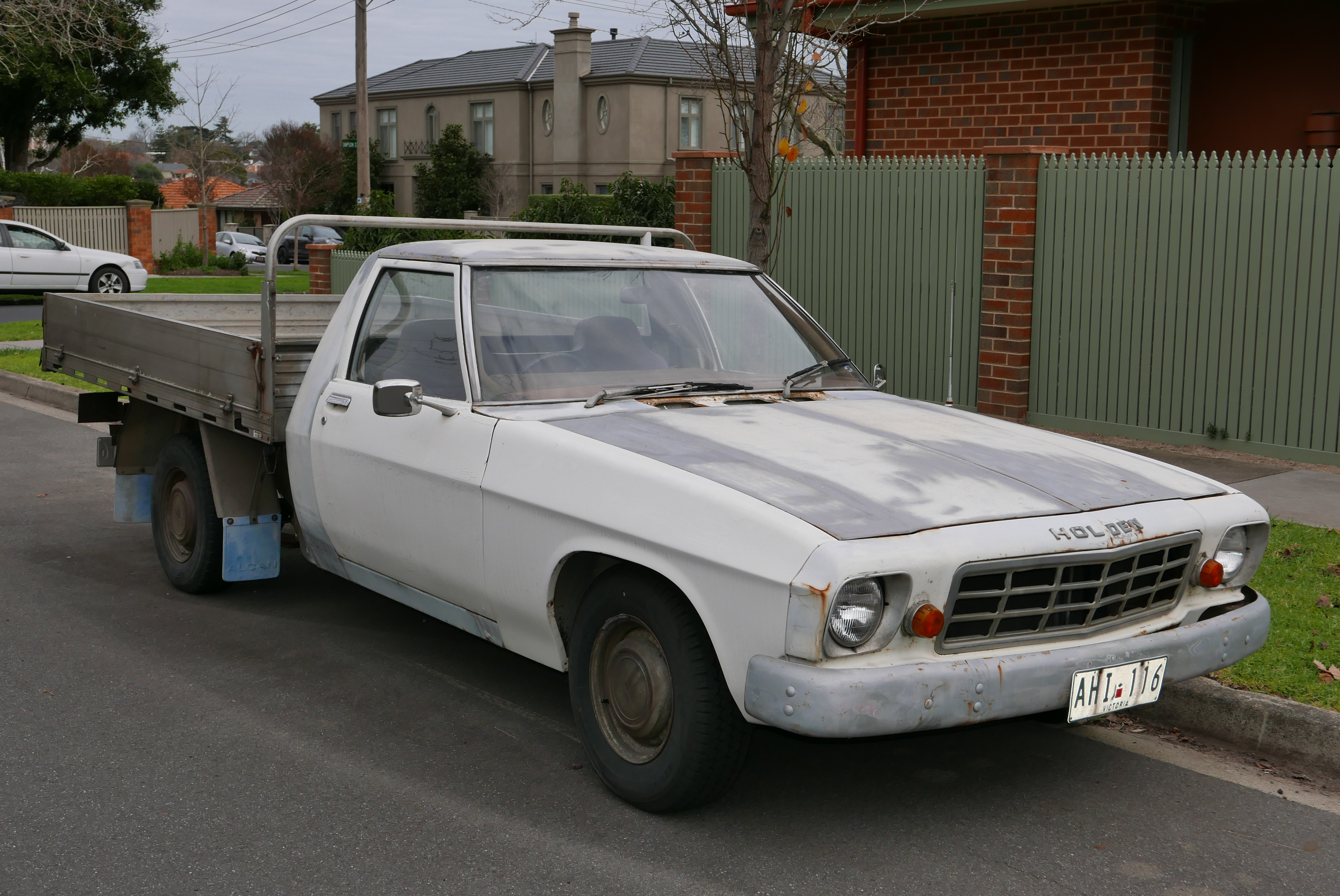
Holden One Tonner

## Sandman Ute и Van
Последний HZ Sandman имел двигатели V8 и радиаторную решётку с четырьмя фарами и передним спойлером под бампером. Согласно прайс-листу GMH от 25 января 1979 года, базовый панельный фургон HZ Holden стоил 6076 австралийских долларов, а опциональный пакет Sandman — 1700 австралийских долларов. Дополнительные компоненты также включали 5,0-литровый двигатель V8 и дифференциал повышенного трения. Если бы покупатель выбрал каждый дополнительный Sandman, цена составила бы более 150% от стоимости базовой модели HZ. К концу 1979 года Sandman в значительной степени потерял своё место в современной австралийской молодёжной культуре — количество заказов сократилось, и многие автомобили теперь продавались со стёртыми полосами и логотипами на задней двери. Последние Sandman Ute и Sandman Van сошли с конвейера в октябре 1979 года; более поздние серийные автомобили Sandman оснащались легкосплавными дисками, как и в случае с HZ Statesman SL/E.